# Fastway (album)
Fastway è il primo album in studio dei Fastway pubblicato nel 1983 per l'Etichetta discografica CBS Records.

## Tracce
1. Easy Livin' (Fastway) - 2:47
2. Feel Me, Touch Me (Do Anything You Want) (Fastway) - 3:27
3. All I Need Is Your Love (Clarke, King, Shirley) - 2:32
4. Another Day (Fastway) - 4:41
5. Heft! (Fastway) - 5:38
6. We Become One (Fastway) - 3:59
7. Give It All You Got (Fastway) - 3:01
8. Say What You Will (Fastway) - 3:20
9. You Got Me Runnin' (Fastway) - 3:04
10. Give It Some Action (Fastway) - 4:11
11. Far Far From Home (Fastway) - 5:29

## Formazione
- Dave King - voce
- "Fast" Eddie Clarke - chitarra
- Mick Feat - basso
- Jerry Shirley - batteria